# Helliwell Provincial Park
Der Helliwell Provincial Park ist ein 2.872 Hektar großer Provincial Park in der kanadischen Provinz British Columbia. Der Park liegt auf Hornby Island, einige Kilometer Luftlinie vor der Ostküste von Vancouver Island und gehört zum Comox Valley Regional District.
Da der Park auf Hornby Island liegt, kann er nur mit der Fähre erreicht werden. Diese verkehrt jedoch nur vom Gravelly Bay Ferry Terminal auf Denman Island.

## Anlage
Der Park liegt auf einer bewaldeten Landzunge, welche St. John’s Point genannt wird, im äußersten Südwesten der Insel und ist von den Gewässern der nördlichen Straße von Georgia umgeben. Das Parkgebiet umfasst dabei neben den 69 Hektar Landfläche auch noch 2803 Hektar Gezeitenzone und umgebende Gewässer. Das Gelände ist relativ felsig, aber weitgehend flach mit leichten Bodenwellen. Das Kliff an der südlichen Küste fällt dabei zwischen 10 und 15 Meter steil ab. Der höchste Punkt liegt im nordöstlichen Parkbereich und bei etwa 30 Metern.
Zum Park gehört auch die St. John’s Point vorgelagerte kleine Insel Flora Islet, welche eigentlich nur ein größerer Felsen im Meer ist.
Bei dem Park handelt es sich um ein Schutzgebiet der Kategorie II (Nationalpark).

## Geschichte
Der Park wurde im Jahr 1966 eingerichtet. Der Park änderte dabei im Laufe der Zeit sowohl seinen Status und als auch seine Grenzen. Der Park wuchs so von ursprünglich 160 acres, was rund 64,75 Hektar entspricht, auf die heutige Größe.
Seinen Namen hat der Park nach J. L. Helliwell, der das Gelände für den Park der Provinz geschenkt hat.
Wie jedoch bei fast allen Provinzparks in British Columbia gilt auch für diesen, dass er lange bevor die Gegend von Einwanderern besiedelt oder sie Teil eines Parks wurde, sie Siedlungs- und Jagd-/Fischereigebiet verschiedener Stämme der First Nations, hier hauptsächlich vom Volk der Pentlatch, war.

## Flora und Fauna
Mit dem Biogeoclimatic Ecological Classification (BEC) Zoning System wird das Ökosystem von British Columbia in verschiedene biogeoklimatische Zonen eingeteilt. Biogeoklimatische Zonen zeichnen sich durch ein grundsätzlich identisches oder sehr ähnliches Klima sowie gleiche oder sehr ähnliche biologische und geologische Voraussetzungen aus. Daraus resultiert in den jeweiligen Zonen dann auch ein sehr ähnlicher Bestand an Pflanzen und Tieren. Innerhalb dieser Systematik wird der Park der Moist Maritime Subzone innerhalb der Coastal Douglas fir Zone zugeordnet.
Das ganzjährig milde und feuchte Klima, wobei die Monate Juli und August davon abweichend eher trocken und warm sind, führt zu idealen Wachstumsbedingungen. Ein gleich großes Stück dieses gemäßigten Küstenregenwaldes enthält die doppelte Biomasse eines tropischen Regenwaldes.
Eine forstwirtschaftliche Nutzung fand im Park nicht statt, Bäume wurden nur für die örtliche Nutzung geschlagen. Bedingt dadurch findet sich im Park eine relativ große Anzahl von Pflanzen. An Bäumen finden sich hauptsächlich die Douglasie und die Oregon-Eiche sowie der Riesen-Lebensbaum und die Rot-Erle. Diese Artenvielfalt setzt sich auch im Unterwuchs mit zahlreichen verschiedenen Pflanzen fort. Es finden sich im Park beispielsweise seltene Perlgräser, verschiedene Primelgewächse, die Essbare Prärielilie oder die Castilleja (auf Englisch „Indian paintbrush“). Die Parkverwaltung listet rund 15 Pflanzen auf, die vom Committee on the Status of Endangered Wildlife in Canada als bedroht oder ehemals bedroht eingeschätzt werden. Ähnlich wird die Situation bei den kleinen Säugern und den Vögeln bewertet.
Die nachweisbaren Tierarten entsprechen der Insellage des Parks. An Land finden sich nur verschiedene kleine Räuber. Große Räuber kommen im Park, landseitig, nicht vor. Entsprechend sieht es auch bei den Säugetieren aus, d. h. es leben hier hauptsächlich kleine Säuger. Das größte hier an Land vorkommende Säugetier ist der Maultierhirsch.
Die Vogelwelt ist sehr umfangreich, sowohl See- als auch Landvögel finden sich hier. Ähnlich wie bei den Pflanzen gilt der Park auch für Vögel als wichtiges Schutzgebiet. Seevögel wie die Meerscharbe, die Kragenente, die Eisente, die Schellente, der Gänsesäger und die Beringmöwe überwiegen, aber auch normale Vögel wie der Kleine Gelbschenkel kommen vor.
Das Meer und die zahlreichen kleinen und großen Felsen bieten Lebensraum und Futter, zum Beispiel in Form des Pazifischen Herings oder des Brandungsbarsches und der zahlreichen Lachsarten, für Seehunde und Stellersche Seelöwen sowie für den Gewöhnlichen Schweinswal, den Weißflankenschweinswal und den Schwertwal. Außerdem lebt hier der Stumpfnasen-Sechskiemerhai.

## Benachbarte Parks
Auf Hornby Island finden sich neben diesem Park noch weitere Provincial Parks. Am Anfang der Landzunge auf welcher der Helliwell Provincial Park liegt, findet sich der Tribune Bay Provincial Park. An der Westküste der Insel liegt der Mount Geoffrey Escarpment Provincial Park. Auch kommunale Parks finden sich auf der Insel.

## Aktivitäten
Der Park verfügt über keine ausgeprägte touristische Infrastruktur. Neben einem Picknickbereich verfügt der Park nur über eine sehr einfache Sanitäranlage. Neben diesen wurden im Park verschiedene kurze Wanderwege angelegt.
Die zum Park gehörenden Gewässer sowie die Gewässer des Tribune Bay Provincial Park  sind ein beliebtes und hervorragendes Kaltwassertauchgebiet. Der französische Meeresforscher Jacques Cousteau hat das gesamte Tauchgebiet an der Ostküste Vancouver Island und um die Gulf Islands als das beste Kaltwassertauchgebiet der Welt bezeichnet.